# تاريخ العالم (الجزء الأول)
"تاريخ العالم (الجزء الأول) "هي أغنية منفردة لفرقة الروك الإنجليزية "ذا دامد" صدرت في سبتمبر 1980 عن شركة تشيسويك ريكوردز. شاركت الفرقة في إنتاجها مع هانز زيمر وأُدرجت في ألبومهم "ذا بلاك". صدرت الأغنية بمقاسي 7 و12 بوصة ووصلت إلى المركز 51 في قائمة الأغاني المنفردة في المملكة المتحدة.

## الاستقبال النقدي
كتب الناقد ديفيد هيبورث في مجلة سماش هيتس: "يبدو أن فرقة ذا دامند تُقدم عروضًا للتيار السائد إذ تقرع باب الإذاعات النهارية بخجل طالبةً السماح لها بالدخول. ومع استخدام لوحات المفاتيح بدلًا من الجيتارات المعتادة فإن هذا العمل لا يختلف عن الجهد غير المتقن الذي تتوقعه من فرقة سوبر ترامب إذا كانوا يحاولون اكتساب بعض مصداقية الموجة الجديدة".

## اعتمادات الإنتاج
المنتجون
- هانز زيمر
- الملعونون

الموسيقيين
- ديف فانيان - غناء
- كابتن سينسيبل - جيتار ، غناء في أغنية "أؤمن بالمستحيل"
- جرب الفئران - الطبول
- بول جراي - باس
- هانز زيمر - مُركِّب صوتي

## روابط خارجية
- تاريخ العالم (الجزء الأول) على Discogs (قائمة بالإصدارات)